# Deseret (jednostka osadnicza)
Deseret – jednostka osadnicza w Stanach Zjednoczonych, w stanie Utah, w hrabstwie Millard.